# Eccidio di Buggerru
L'eccidio di Buggerru è un episodio avvenuto in Sardegna nell'Iglesiente a Buggerru il 4 settembre 1904, dove, mentre era in corso uno sciopero a cui avevano aderito circa 2.000 lavoratori della miniera, l'esercito giunto sul posto inviato dalla prefettura, durante le operazioni di casermaggio svolte da alcuni minatori poi oggetto di sassaiola da parte degli scioperanti, ingiustificatamente sparò sui manifestanti massacrandone due e ferendone 13, un ferito morirà per le ferite riportate una settimana dopo in ospedale  .

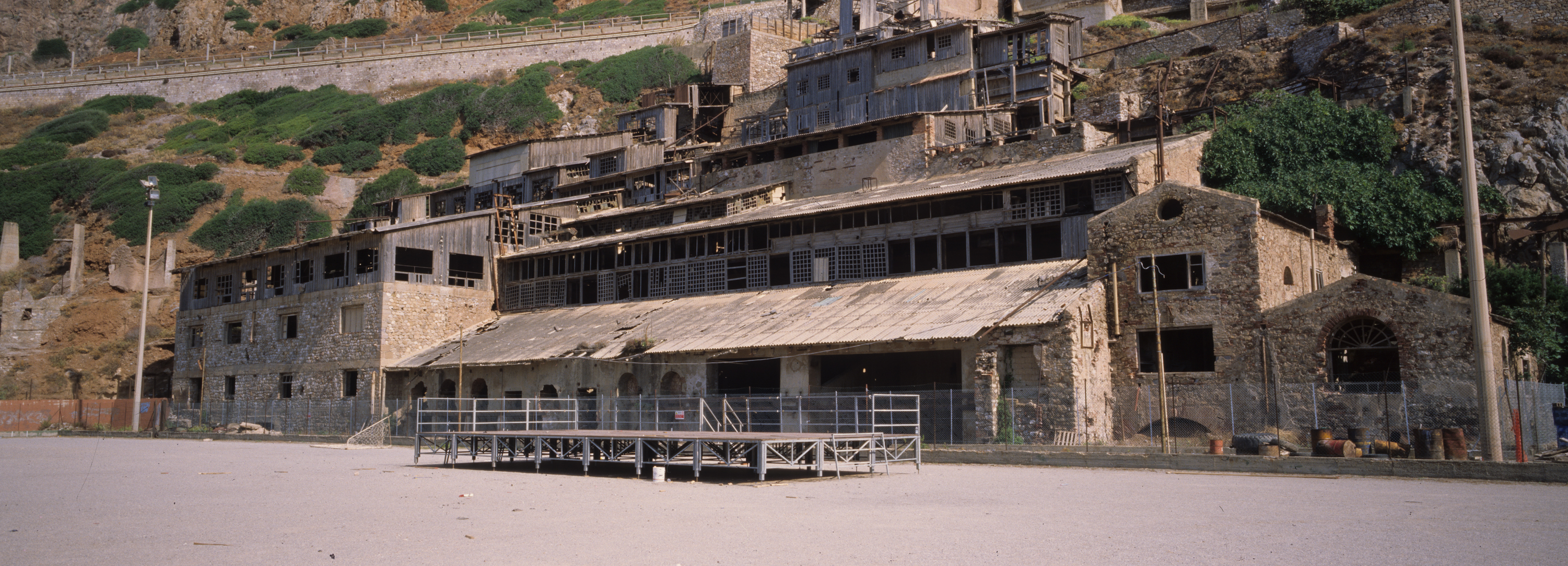
Laveria Malfidano a Buggerru in una foto del 2008.

## Antefatti

### La relazione di Quintino Sella
Nel 1867 i deputati sardi richiesero al Presidente del Consiglio Bettino Ricasoli un maggiore impegno dello Stato per alleviare le condizioni di miseria della popolazione sarda.
In seguito alla rivolta de Su Connotu che si manifestò a Nuoro nell'aprile del 1868, a causa dell'approvazione di una norma che prevedeva la privatizzazione dei beni demaniali, fu istituita una commissione parlamentare di inchiesta presieduta da Agostino Depretis, e della quale faceva parte il deputato piemontese Quintino Sella. Sella, ingegnere minerario, svolse una relazione sulle condizioni dell'industria mineraria in Sardegna, pubblicata nel 1871, che costituisce un documento di straordinaria importanza per la conoscenza dell'argomento.
Nel corso di un viaggio durato 18 giorni Sella, accompagnato dall'ingegnere Eugenio Marchese, direttore del distretto minerario della Sardegna, visitò le principali miniere e gli stabilimenti metallurgici dell'isola. L'indagine di Sella, fra le altre cose, non mancò di rilevare le disparità di trattamento economico tra i minatori sardi e quelli continentali, nonché la necessità di istituire una scuola per capi minatori e fonditori a Iglesias.

### Cause scatenanti della rivolta
Agli inizi del '900 Buggerru veniva chiamato petite Paris, ovvero "piccola Parigi", in quanto i dirigenti minerari che si erano trasferiti nel borgo minerario con le loro famiglie avevano ricreato un certo ambiente culturale. Troviamo Achille Georgiades, un greco di Costantinopoli arrivato in Sardegna nel 1903 per dirigere le miniere della Société des mines de Malfidano di Parigi, la cui Sede operativa in Sardegna era Buggerru. C'era anche il francese Georges Perrier che gestiva un cinema; inoltre in paese vi erano anche un teatro ed un circolo riservato alla ristretta élite dei dirigenti della società francese.
Dall'altra parte c'erano i minatori che lavoravano in condizioni disumane, sottopagati e costretti a turni di lavoro massacranti, spesso vittime di incidenti mortali sul lavoro; questi erano organizzati nella Lega di resistenza di Buggerru che contava 4.000 iscritti.
Nel 1903 la Lega di Buggerru aveva partecipato con i suoi delegati al secondo congresso nazionale della Federazione dei minatori. I dirigenti della Lega erano due militanti socialisti, Giuseppe Cavallera e Alcibiade Battelli. Per cercare una risposta alle loro rivendicazioni, riguardanti l'incremento dei salari ed il miglioramento delle loro condizioni di vita e di lavoro, fu attuata un'ondata di scioperi che cominciò dai primi mesi del 1904. Il 7 maggio si verificò l'ennesimo incidente sul lavoro, che costò la vita a quattro minatori.

## L'eccidio
La protesta si intensificò nel mese di settembre, a seguito della circolare diramata il giorno 2 settembre dall'ingegnere Georgiades, dove si comunicava che, a partire dal giorno successivo, la pausa tra i due turni di lavoro, quello mattutino e quello pomeridiano, era ridotta di un'ora. La reazione fu immediata e cominciò lo sciopero dei minatori, che presentarono le loro istanze alla società francese. La domenica del 4 settembre 1904, mentre la delegazione sindacale era in trattative, gli operai si erano riuniti, di fronte alla sede della direzione generale della miniera, in sostegno della delegazione sindacale. Nel frattempo i titolari della ditta chiamarono l'esercito, che fece fuoco sugli operai uccidendone tre e ferendone molti altri. La sparatoria avvenne perché l'ambiente dedicato alla falegnameria doveva essere sistemato per accogliere i militari dell'esercito. Il direttore Georgiades chiese agli stessi minatori di lavorare alla sistemazione dei locali, ma essi si rifiutarono. Il gruppo di minatori presenti a Buggerru proveniva da vari paesi della Sardegna, ignoti i motivi, e un gruppo di questi si prestò all'allestimento della falegnameria a camera per i militari. Appena questi iniziarono i lavori, furono investiti da una sassaiola da parte degli altri operai minatori, fu allora che l'esercito aprì il fuoco.

### Le conseguenze e lo sciopero generale
Questi fatti provocarono fortissime reazioni, l'11 settembre a Milano, per protestare contro la violenza manifestatasi a Buggerru, la Camera del lavoro approvò una mozione per lo sciopero generale da organizzare in tutta Italia entro otto giorni.
Qualche giorno dopo, il 14 settembre a Castelluzzo in Provincia di Trapani, si verificò un altro eccidio; durante una manifestazione dei contadini, che protestavano contro lo scioglimento di una riunione locale e l'arresto di un socialista, dirigente di una cooperativa agricola, i carabinieri avevano sparato sui contadini. Il 15 settembre a Sestri Ponente vi furono dei disordini per i fatti di Buggerru.
La reazione a questi fatti fu tale da portare in Italia al primo sciopero generale che si protrasse dal 16 al 21 settembre ed al quale aderirono i lavoratori italiani di tutte le categorie.